# 郝節娥
郝节娥，宋朝嘉州（今四川省乐山市）人，出身是娼家的女儿。
五岁时，母亲作为娼妓苦于贫困，把她卖给良家洪雅为养女。及笄之年，母亲把他夺回来，想让她继承自己作为娼妓，郝娥不愿意，母亲每天逼迫她，她说：“我小时候养育在良家，熟于织作之事，也特别精巧，可以织布供养母亲朝夕，想要求得此身终为清白，可以吗？”母亲更加生气，又打又骂。
洪雅春天祭祀蚕丛祠，郝母与县中少年约定，以祭祀蚕丛未扣备酒邀情郝娥。郝娥母女徐步前往，郝娥见到少年，仓皇惊走，母亲拉住不让她离开。不得已留在座中，每每看见酒食就吐，强迫她饮酒，就呕吐满地，少年最终不得侵凌。晚上回去，过鸡鸣渡，郝娥考虑到他日必不能脱身，假装渴了想喝水，于是投江以死。乡人称她为节娥。